# Скринейджер
Скринейджер (от англ. Screenager, состоящего из слов screen (экран) и teenager (подросток)) — термин, характеризующий современное поколение подростков, которые не представляют свою жизнь без электронных устройств (смартфонов, планшетов, компьютеров и др.). Впервые термин был употреблен американским автором Дугласом Рашкофф в его книге Playing the Future: What we can learn from digital kids (1995).

## Суть феномена
В современном мире технологий зависимость подростков от своих гаджетов стала реальной проблемой. С самого рождения дети окружены различными электронными устройствами и почти каждый ребёнок имеет доступ в Интернет. Современных подростков, которые родились в эту эпоху, также называют Поколение Z. От предыдущего Поколение Y их отличает разница в восприятии информация и повышенная лабильность в её получении. Эти подростки не умеют и не любят читать длинные тексты, смотреть длинные фильмы и видеоролики. Им важна краткость и красочность сообщения.
По последним исследованиям, в среднем 5,5 часов проводят за экраном дети 8-10 лет, 8 часов и 40 минут — дети 11-14 лет и чуть менее 8 часов — подростки 15-18 лет. Согласно данным, среднестатистический ребёнок в Америке проводит больше времени в интернете, нежели в школе, и многие подростки почти неразрывны со своим электронным устройством, что даже породило номофобию — боязнь отсутствия телефона в руках и страх остаться без него.

## Влияние на общество
Есть много причин для беспокойства. Педиатры давно предупреждают, что дети в возрасте до двух лет не должны проводить время перед экраном вообще, так как это негативно влияет на их развитие, в то время как исследования показывают, что среди старших детей много экранного времени приводит к ухудшению успеваемости в школе. Слишком много времени, проведенного с устройствами, плохо сказывается на сне детей и вытесняет основные виды деятельности, такие как физические упражнения и социальное взаимодействие со сверстниками. Постоянная зависимость от экрана во многом негативно сказывается на психологическом здоровье скринейджеров, может привести к депрессии и даже ожирению.
Согласно американскому психологу и эксперту по расстройству Интернет-зависимости и онлайн-поведению Кимберли Янг существуют пять различных типов интернет-зависимости, которым могут быть подвержены скринейджеры:
1. Киберсексуальная зависимость: непреодолимое влечение к посещению порносайтов и занятию киберсексом, а также увлечение таким занятием, как секстинг.
2. Пристрастие к виртуальным знакомствам: избыточность знакомых и друзей в социальных сетях.
3. Навязчивая потребность в Сети: игра в онлайновые азартные игры, постоянные покупки или участия в розыгрышах.
4. Информационная перегрузка (навязчивый web-серфинг): бесконечные путешествия по Сети, поиск информации по базам данных и поисковым сайтам.
5. Компьютерная (игровая) зависимость: навязчивая игра в компьютерные игры, в игре на телефоне или различных планшетах.

## Критика
Многие полагают, что считать скринейджеров потерянным поколением не имеет смысла, так как в современном мире жизнь человека почти полностью завязана на технологиях и невозможно представить мир без Интернета. По статистике, у 5.1 миллиардов людей на Земле есть мобильное устройство. Это означает, что 66,60 % населения мира имеют свои личные гаджеты (мобильный телефон, планшет или сотовые устройства с поддержкой Интернета вещей.)
Также сами родители этих скринейджеров не являются хорошими образцами для подражания. Британское исследование показало, что в то время как шесть из десяти родителей беспокоятся о том, что их дети проводят слишком много времени перед экраном, семь из десяти детей беспокоятся о том, что их родители сами постоянно используют свои электронные устройства.
Некоторые[кто?] считают, что времяпрепровождение перед экраном для подростков — как медитация, отход от существующей суровой реальности.

## В массовой культуре
На эту тему был снят документальный фильм с одноимённым названием Screenagers. На его создание у режиссёра, продюсера и сценариста ушло Дилейни Растон три с половиной года. В фильме снимаются сразу несколько семей, в том числе и семья самой Дилейни Растон. Фильм рассказывает о трудностях, с которыми сталкиваются родители подростка, который слишком много времени проводит в телефоне. Также часть фильма рассказывает, о том как сами взрослые могут подавать своим детям плохой пример пустого времяпрепровождения за экраном. Screenagers исследует также отношение родителей к социальным сетям, видеоиграм и интернет-зависимости и предлагает решения, которые помогут детям найти баланс между реальной и виртуальной жизнью.
У известной британской рок-группы Muse есть песня «Screenager», появившаяся на втором альбоме коллектива — Origin of Symmetry. Первый раз она была исполнена ещё 6 сентября 2000 года. Песня о том, как технологии не сближают, а наоборот, способствуют отдалению людей друг от друга.